# Linwood Barclay
Linwood Barclay (Darien, 1955) è uno scrittore statunitense naturalizzato canadese, autore di thriller e libri umoristici.

## Biografia
Nato in Connecticut, si trasferì in Canada con la famiglia nel 1959. Dopo la laurea in letteratura inglese lavorò per alcuni quotidiani. La sua prima pubblicazione di successo fu Senza dirsi addio del 2007 che vendette oltre un milione di copie.

## Opere
- Senza dirsi addio (No Time for Goodbye, 2007), Piemme 2009 EAN 9788838462955
- Il vicino di casa (Too Close to Home, 2007), Piemme 2012 EAN 9788856625080
- Prima che sia troppo tardi (Fear the Worst, 2012), Piemme 2013 EAN 9788856628234
- Non voltarti indietro (Never Look Away, 2010), Piemme 2013 EAN 9788856626919
- Segreti sepolti (Broken Promise, 2015), Time Crime 2016 EAN 9788866882701
- Lontano dalla verità (Far From True, 2016), Time Crime 2017 EAN 9788866883029
- Ventitré (The Twenty Three, 2016), Time Crime 2018 EAN 9788834735428
- Paura verticale (Elevator Pitch, 2019), Nutrimenti 2020 EAN 9788865947524
- Trovali per primo (Find You First, 2021), Nutrimenti 2023 EAN 9788865949986